# Нижній Студений
Нижній Студений — село в Україні, Закарпатській області, Хустському районі. Входить до складу Пилипецької сільської громади.
Голова селищної ради Шкутка Іван Тимофійович 

## Історія
Колишня назва — «Студений Потік».
Нижній Студений — старовинне село, колишня назва Студений Потік, яке згадується в історичних джерелах ще в XVI ст. Воно відрізнялось від інших тим, що тут жили великими дворищами, по кілька родин, часто навіть і не споріднених. Розташоване на берегах річки Студенки.
Перша згадка у 1612 як Ztudina, у 1653-назва зміна на Hydeghpathaka. Згадки: 1851: Hidegpatak (Fényes 2: 108), 1877: Hidegpatak (Alsó- és Felső-), Sztudevoje (!) (Hnt.), 1882: AlsóHidegpatak (Hnt.), 1913: Alsóhidegpatak (Hnt.), 1925: Nižni Studenoje, Nižné Studenoje (ComMarmUg. 94), 1944: Alsóhidegpatak, Нижнее Студеное (Hnt.), 1983: Нижній Студений, Нижнuй Студеный (ZO).
У 16 столітті цими землями володіли сім'ї Липчеїв та Довгаїв які заселили сюди родини вільних селян Kornis György, Bernáth László, Farkas György, Kun Péter, Bér Mihály.

###### Студений
Студений - колишнє село в Україні, в Закарпатській області.
Об'єднане з селом Нижній Студений
Згадки: 1892: Sztudenei (Hnt.), 1898: Sztudenei (Hnt.), 1904: Sztudenszki potyik, Patakvölgy (Lelkes 66), 1907: Patakvölgy (Hnt.), 1913: Patakvölgy (Hnt.). 

## Храми

### храм Благовіщення пресвятої богородиці. 1812.
Центральна частина села — це колишній Середній Студений. У 1751 р. тут була дерев'яна церква. В 1801 р. є згадка про закриту дерев'яну церкву, тобто вже була необхідність будувати нову церкву.
Очевидно, нинішню церкву споруджено вже не в бойківському стилі. Але три зруби і ґанок дуже подібні до зрубів і ґанку бойківської церкви у Верхньому Студеному. Дахи над навою та вівтарем значно розтягнуті по осі схід-захід. Башта над бабинцем досить низька, з нерозвинутим бароковим завершенням.
Церква має чудові різьблені деталі: стовпчики ґанку, двері з фігурним одвірком, різноманітної форми «качури» та «східці» оздоблюють випуски вінців, орнаментована «насічкою» лиштва підкреслює аркаду нижніх голосниць.
На одвірку напис — СОЙЗВОЛЕНИЕМ ОЦА ПС…ЛАНІЕ СТАГО ДУХА РОКУ БОЖИЯ | AWIB (1812) МІСЯЦЯ ІЮНІЯ Г (3). На жаль, відкритий ґанок недавно забито дошками і бляхою. Всередині збережено старий іконостас і бічні вівтарі. Бічний вівтар зліва виконав Ігнатій Глинський на замовлення куратора Івана Кондрича, а фундували роботу Михайло Матуляк, староста села Іван Ґимба, Стефан Фурданик, Федір Кополович та парох Антон Сабад. Вівтар справа купив Ілько Кондрич у 1870 р. Михайло Книш з дружиною Марією потурбувалися про кивот. Всі три зруби перекрито коробовими склепіннями.

Біля церкви стоїть типова для Міжгірщини дерев'яна дзвіниця. Квадратна в плані споруда має традиційні два яруси — нижній зрубний, вкритий опасанням, і верхній — каркасний, під восьмисхилим шатром. Цікава художня знахідка — двоярусна аркада голосниць під шатровим верхом.
Докладніше: Церква Благовіщення Пресвятої Богородиці (Середній Студений)

### храм Вознесіння Господнього. 1926.
Матеріали на спорудження мурованої церкви почали заготовляти в 1921 p., після того як громада на зборах, проведених о. Іваном Мустяновичем, висловилася за будівництво. Для ведення робіт було обрано раду, до якої увійшли Василь Мазур, Федір Жиґан, Федір Гуйван, Федір Томинець, Дмитро Щадей та Олекса Ціфрак. Будівництво вирішили розпочати аж у кінці 1923 р. і тоді вибрали раду у складі 27 осіб. Населення села поділили на 5 категорій залежно від майнового стану. Найбагатші мали внести по 2000 чехословацьких корон і матеріали, внески інших категорій становили 1700, 1300, 700 корон і матеріали, а найбідніші здавали по можливості. Очолив раду Дмитро Щадей.
Церкву довжиною 20 м і шириною 10 м, з високою вежею будували з 1924 по 1926 р. Посвятив її єпископ Петро Ґебей 26 травня 1928 р. у присутності священика Євгена Медвецького та 6 монахів, що здійснювали місію в селі.
Згадують, що проект церкви зробив інженер-залізничник із Скотарського, головним майстром був угорець Янош Лешко, а дахову конструкцію клав також угорець Райк. Чотирирядний іконостас спорудив у 1946 р. різьбар з Підгорян (Мукачево) Ілля Винар, а художню роботу виконав Д. В. Мешко.
У вежі — три дзвони. Найдавніший з 1821 р. має напис: «Сей звон до Нижньой веси Студеное іждівенієм общества ізлят в Пряшеві». Вага його 415 кг. Другий дзвін відлито 1929 р. на честь св. Михайла, а третій вагою 25 кг з присвятою св. Іллі відлив Ф. Еґрі.
Першим священиком у цій церкві був о. Іван Мустянович. Наступниками були о. Євген Медвецький, о. Сільвай, о. Реківчак, о. Микола Анталь, о. Михайло Манзюк. Першим куратором був Василь Мазур.

### храм св. Миколи
У 1751 р. в Нижньому Студеному згадують недавно поставлену велику дерев'яну церкву святого Михайла з трьома малими вежами (можливо, бойківського стилю).
У 1801 р. йдеться про стару дерев'яну церкву, що розпадається, і тому громада почала будувати нову церкву на 420 вірників, на що просила кошти з релігійного фонду.
Згідно з переказами, цю церкву переносили двічі, вона згоріла в кінці XIX ст. До дзвіниці, що залишилася, прибудували наву з вівтарем і таким чином споруджено нову церкву. Дерев'яну дзвіницю до церкви перенесли з с. Лісковець. Після спорудження мурованої дерев'яну церкву св. Миколи розібрали в 1928 або 1929 р., а дзвіницю — в кінці 1930-х років.

## Населення
Згідно з переписом УРСР 1989 року чисельність наявного населення села становила 1192 особи, з яких 574 чоловіки та 618 жінок.
За переписом населення України 2001 року в селі мешкали 1124 особи.

### Мова
Розподіл населення за рідною мовою за даними перепису 2001 року:
| Мова       | Відсоток |
| ---------- | -------- |
| українська | 99,82 %  |
| російська  | 0,18 %   |

## Туристичні місця
- храм святого Михайла 1751 р
- храм Вознесіння Господнього. 1926.
- храм Благовіщення пресвятої богородиці. 1812.
- гірськолижний витяг